# Onkelos
Onkelos (hebrejsky אונקלוס‎) či přesněji Onkelos ha-ger je jméno proselyty, jenž je autorem targumu zvaného Targum Onkelos, což je vynikající a nejznámější aramejský překlad Pěti knih Mojžíšových neboli Tóry. Onkelos byl podle tradice žákem rabana Gamli'ele staršího, jenž působil v Jeruzalémě jako nasi (kníže, představitel sanhedrinu) v období těsně před zničením Chrámu  v roce 70 n. l. Mnozí ho nesprávně zaměňují s jiným konvertitou téže doby, Akylasem (Akvilou) ze Sinope v Pontu, jenž vytvořil řecký překlad Pentateuchu okolo roku 130 n. l.  Toto zaměňování je založeno na předpokladu, že jméno Onkelos je zkomoleninou řeckého jména Akylas (Ακυλας), jež je odvozeno z latinského aquila („orel“).
Cílem Onkelova překladu bylo zpřístupnit slovo Tóry měně vzdělaným společenským vrstvám obyvatel, jež neuměly hebrejsky, a pomoci při vzdělávání konvertitů. Díky jednoduchosti a srozumitelnosti překladu byl Targum Onkelos brzy rozšířen v židovské diaspoře, zejména v Babylonii. V talmudských Biblích opatřených tradičními komentáři se obvykle vedle hebrejského textu tiskne i aramejský text Targumu Onkelos.
Existuje midraš, podle něhož Onkelos dříve, než podstoupil konverzi, hledal pomoc v nekromancii a radil se s třemi zesnulými: Titem, Bileámem a Ježíšem Nazaretským. První dva, Titus a Bileám, dva nežidé, pomlouvali židovský národ a Onkelovi, jenž byl členem vznešeného římského rodu, usilovně rozmlouvali, aby se k němu připojil. Ježíš však Izrael zahrnul chválou a Onkelovi radil, aby konvertoval. Po své konverzi byl aktivní při přivádění ke konverzi dalších lidí a byl obdivován pro svou moudrost, vznešenost, víru i zbožnost.